# Барабошкин, Николай Николаевич

Могила Барабошкиных на Ивановском кладбище Екатеринбурга

Никола́й Никола́евич Барабо́шкин (до 1897 года — Никола́й Миха́йлович Ры́бин; 24 октября [5 ноября] 1880, Санкт-Петербург — 15 июля 1935, Свердловск) — российский и советский учёный-химик, профессор (1919); организатор аффинажного производства в России. Лауреат премии им. профессора К. И. Лысенко (1918).

## Биография
Родился 24 октября (5 ноября) 1880 года в Санкт-Петербурге в семье мещанки Евдокии Филипповны Рыбиной. В документах отец указан не был, поэтому ребёнок носил фамилию матери и отчество Михайлович. В 1897 году в качестве отца зарегистрирован Барабошкин.
Обучался в Сызранском, а затем в Самарском реальных училищах (1891—1897), после чего работал в правлении Самаро-Златоустовской железной дороги телеграфистом. В 1899 году продолжил обучение в Санкт-Петербургском горном институте, который окончил только в 1914 году. Одновременно работал в лабораториях профессора И. Ф. Шредера и профессора Н. С. Курнакова (1902—1913), занимался петрографией у профессора В. В. Никитина (1908—1910), был внештатным ассистентом в металлургической лаборатории профессора Н. П. Асеева (1913—1914). В 1915 году Николай Барабошкин переехал на Урал, где занялся разработкой метода аффинажа платины, исследовал никелевые руды Сергинско-Уфалейского горного округа.
После Октябрьской революции, в течение 1918 года, участвовал в Гражданской войне — воевал в составе 2-й бригады Средне-Уральской дивизии Восточного фронта РККА. С 1919 года занимался преподавательской деятельностью — с 1920 года был заведующим кафедры Уральского государственного университета, с 1925 года работал в Уральском политехническом институте. Наряду с педагогической, занимался производственной деятельностью. Под его руководством в Екатеринбурге был построен первый на Урале платино-аффинажный завод по производству этого ценного металла. В 1923—1930 годах под его же руководством завод освоил выпуск важнейших металлов платиновой группы — палладия, иридия, радия, осмия, рутения. Одновременно в 1920—1930 годах Барабошкин исследовал другие благородные и цветные металлы, особенно технологию производства меди. В 1929 году Николай Николаевич возглавил Научно-исследовательский институт цветных металлов.
Под руководством Н. Н. Барабошкина на построенном в 1933 году Уфалейском никелевом заводе был получен первый советский никель. Впервые в СССР он организовал исследования по переработке медеэлектролитных шламов и извлечению из них селена и теллура. Был научным консультантом первого в СССР опытного мышьякового завода в городе Карабаш Челябинской области.
Учёный Барабошкин был членом учёного совета Платинового института АН СССР (1922—1935), Почётным членом Американских химического и электрохимического обществ, Института горных инженеров и металлургов, Германского химического общества, Института металлов Англии. Созданный им новый учебный курс «Физико-химические основания производства цветных металлов» читался для всех студентов-металлургов СССР.
Умер 15 июля 1935 года в Свердловске, похоронен на Ивановском кладбище города.

## Память
- В 2001 году вышла книга президента УГТУ-УПИ С. С. Набойченко «Металлург Николай Барабошкин».
- Мемориальные доски Барабошкину установлены на территории Екатеринбургского завода по обработке цветных металлов, на фронтоне здания IV корпуса УГТУ-УПИ, где многие годы проработал учёный, а также в фойе главного корпуса УГТУ-УПИ среди учёных, внёсших существенный вклад в становление Уральского политехнического института.